# Burnin’
Burnin’ — шестой студийный альбом ямайской рэгги-группы The Wailers, вышедший 19 октября 1973 года.
Burnin', начинающийся с «Get Up Stand Up», призыва к действию, держит более конфронтационный и воинственный тон, чем предыдущие альбомы. Это последний альбом, записанный в составе Марли-Тош-Уэйлер. Питер Тош и Банни Уэйлер покидают коллектив и начинают сольную карьеру, а The Wailers меняют название на Bob Marley & The Wailers.
Композиция «I Shot The Sheriff», перепетая Эриком Клэптоном и вошедшая в альбом 461 Ocean Boulevard, заняла 1-ю позицию в Billboard Hot 100. Сам альбом занял #151-ю позицию в Billboard's Pop Albums и #41-ю позицию в Billboard's Black Albums.
В 2003 году Burnin занял 319-ю позицию в списке 500 величайших альбомов всех времён по версии журнала Rolling Stone. В 2007 году альбом был внесён в регистр «National Recording Registry» Библиотеки Конгресса США за его историческое и культурное значение.

## Список композиций
«Duppy Conqueror», «Small Axe», «Put It On» и «Pass It On» (а также «No Sympathy» в качестве бонус-трека) – перезаписанные версии выпущенных ранее песен.

### Оригинальное издание
Сторона А
1. «Get Up, Stand Up» (Марли/Тош) – 3:15
2. «Hallelujah Time» (Ливингстон) – 3:27
3. «I Shot The Sheriff» (Марли) – 4:39
4. «Burnin' and Lootin'» (Марли) – 4:11
5. «Put it On» (Марли) – 3:58

Сторона Б
1. «Small Axe» (Марли) – 4:00
2. «Pass it On» (Ливингстон) – 3:32
3. «Duppy Conqueror» (Марли) – 3:44
4. «One Foundation» (Тош) – 3:20
5. «Rasta Man Chant» (трад., Марли/Тош/Ливингстон) – 3:43

Бонус-треки
1. «Reincarnated Souls» (Ливингстон) – 3:43
2. «No Sympathy» (Тош) – 3:08
3. «The Oppressed Song» (Ливингстон) – 3:16

### Deluxe Edition (2004)
| Диск 1: Burnin' Remastered 1. «Get Up, Stand Up» (Марли/Тош) – 3:20 2. «Hallelujah Time» (Ливингстон) – 3:31 3. «I Shot the Sheriff» (Марли) – 4:41 4. «Burnin' and Lootin'» (Марли) – 4:16 5. «Put It On» (Марли) – 4:01 6. «Small Axe» (Марли) – 4:02 7. «Pass It On» (Ливингстон) – 3:35 8. «Duppy Conqueror» (Марли) – 3:47 9. «One Foundation» (Тош) – 3:44 10. «Rasta Man Chant» (трад., Марли/Тош/Ливингстон) – 3:48 11. «Reincarnated Souls» (Ливингстон) (бонус) – 3:45 12. «No Sympathy» (Тош) (бонус) – 3:10 13. «The Oppressed Song» (Ливингстон) (бонус) – 3:17 14. «Get Up, Stand Up» (Марли/Тош) (ранее не выпускавшаяся запись) – 3:43 15. «Get Up, Stand Up» (Марли/Тош) (ранее не выпускавшаяся сингл-версия) – 3:11 | Диск 2: Live at Leeds, November 23, 1973 1. «Duppy Conqueror» (Марли) – 6:03 2. «Slave Driver» (Марли) – 5:00 3. «Burnin' and Lootin'» (Марли) – 8:29 4. «Can't Blame the Youth» (Тош) – 5:09 5. «Stop That Train» (Тош) – 3:57 6. «Midnight Ravers» (Марли) – 6:29 7. «No More Trouble» (Марли) – 6:59 8. «Kinky Reggae» (Марли) – 5:56 9. «Get Up, Stand Up» (Марли/Тош) – 6:15 10. «Stir It Up» (Марли) – 7:25 11. «Put It On» (Марли) – 4:29 12. «Lively Up Yourself» (Марли) – 13:35 |

## Участники записи
- Боб Марли – гитара, вокал
- Питер Тош – гитара, вокал, клавишные
- Банни Ливингстон (также известен как Банни Уэйлер) – перкуссия, вокал
- Эрл Линдо – клавишные
- Эштон Барретт – бас-гитара, гитара
- Карлтон Барретт – ударные